# Santa Croce in via Flaminia

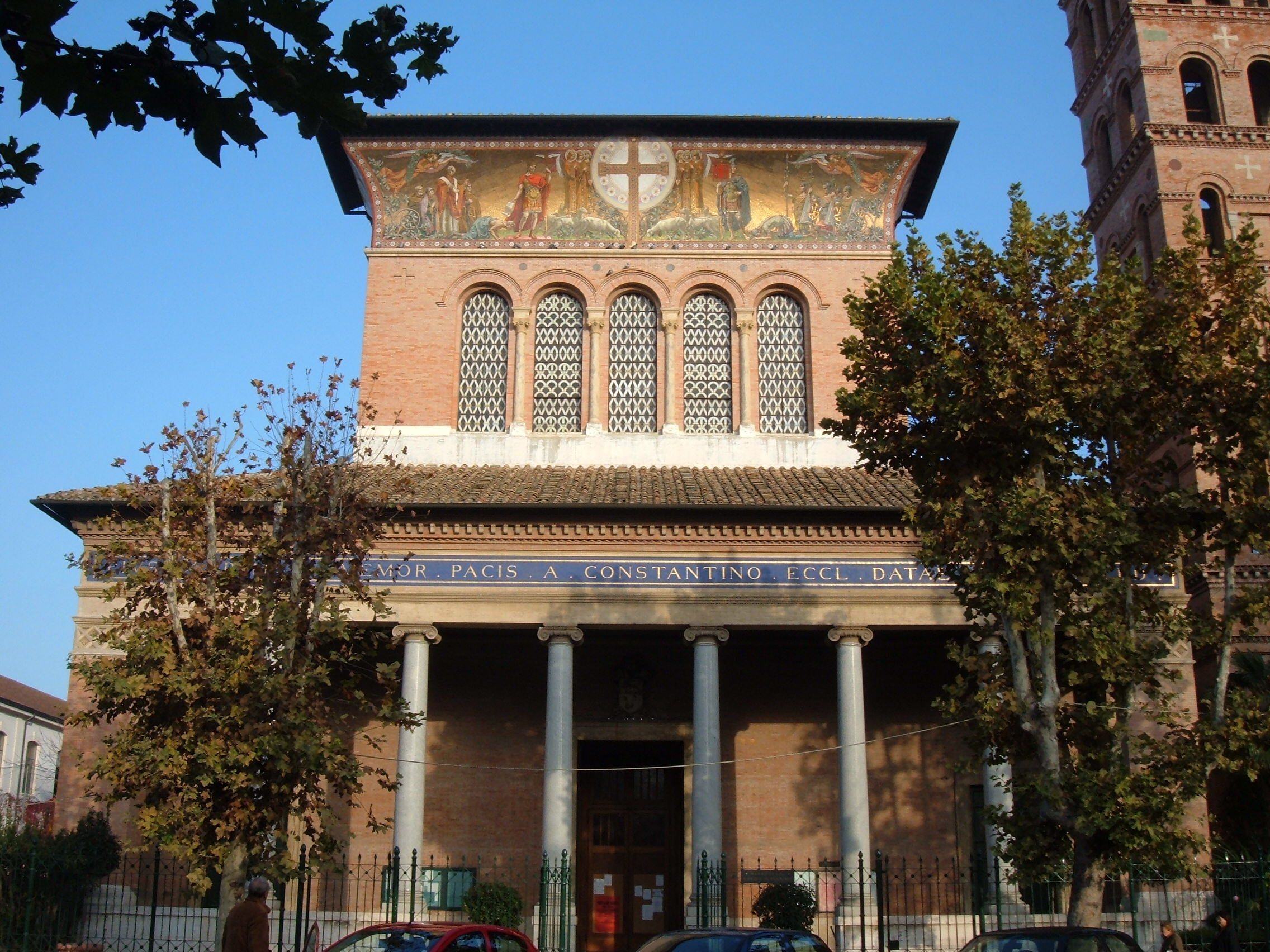

Santa Croce in via Flaminia (italienisch: Santa Maria Regina degli Apostoli; lateinisch: Reginae Apostolorum) ist eine Titelkirche in Rom.

## Geschichte
Der Auftrag für den Bau dieser Kirche kam 1912 von Papst Pius X. zum 1600-jährigen Gedenken des Edikts von Mailand. Pius X. bezahlte die Baukosten selbst. Der Bau wurde im Jahr 1913 nach dem Entwurf des Architekten Aristide Leonori fertiggestellt und am 12. Juli 1914 der Kongregation der Stigmatiner anvertraut. Die Weihe fand am 21. Mai 1918 durch Giuseppe Pallica statt. 1964 erfolgte die Ernennung zur Basilica minor durch Papst Paul VI. und am 5. Februar 1965 wurde sie zur Titelkirche der Römischen Kirche erhoben. 
Die Kirche liegt an der Via Flaminia (Eingang Via Guido Reni 2) im römischen Quartier Flaminio.

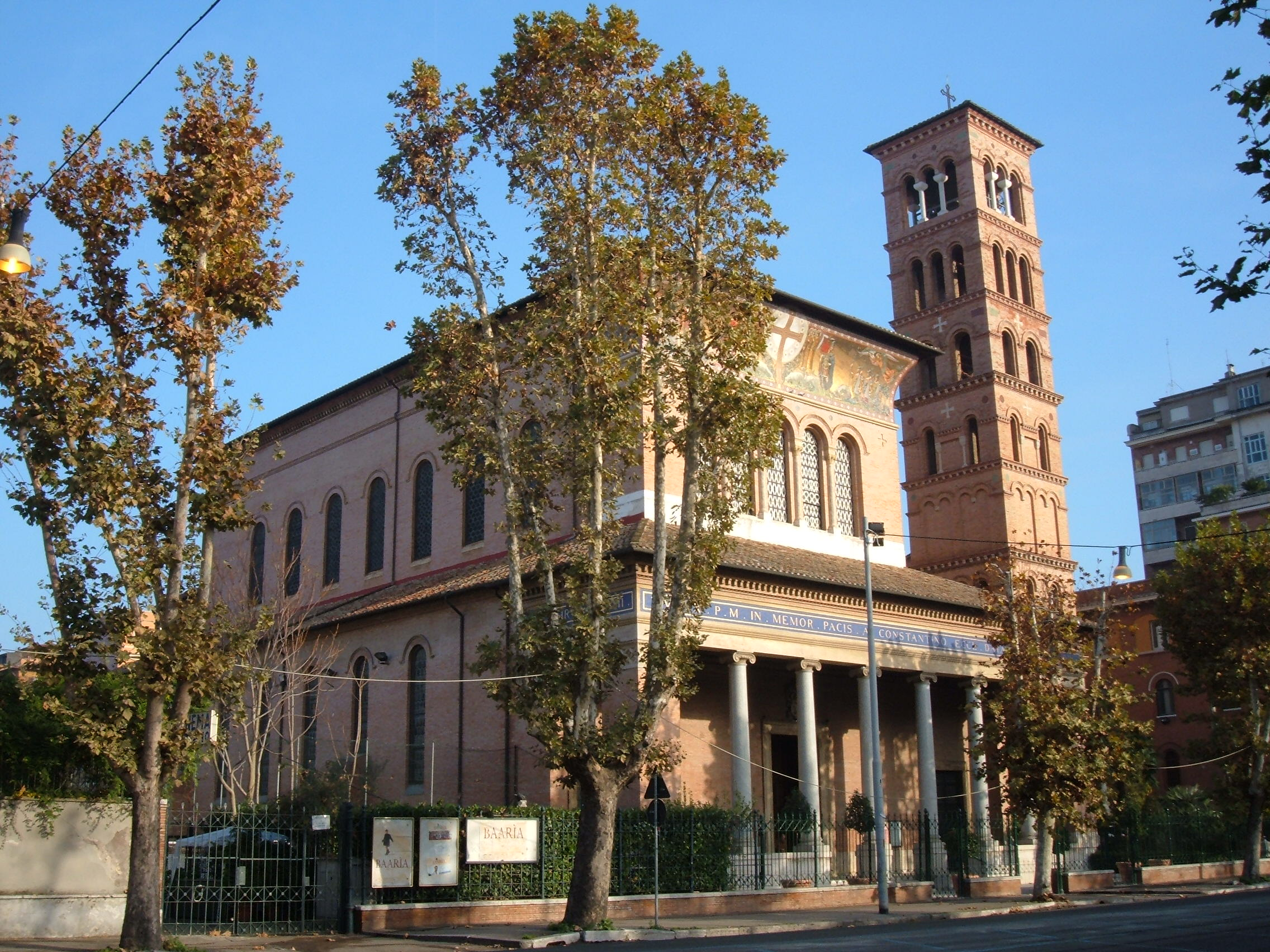
Straßen- und Eingangsfassade
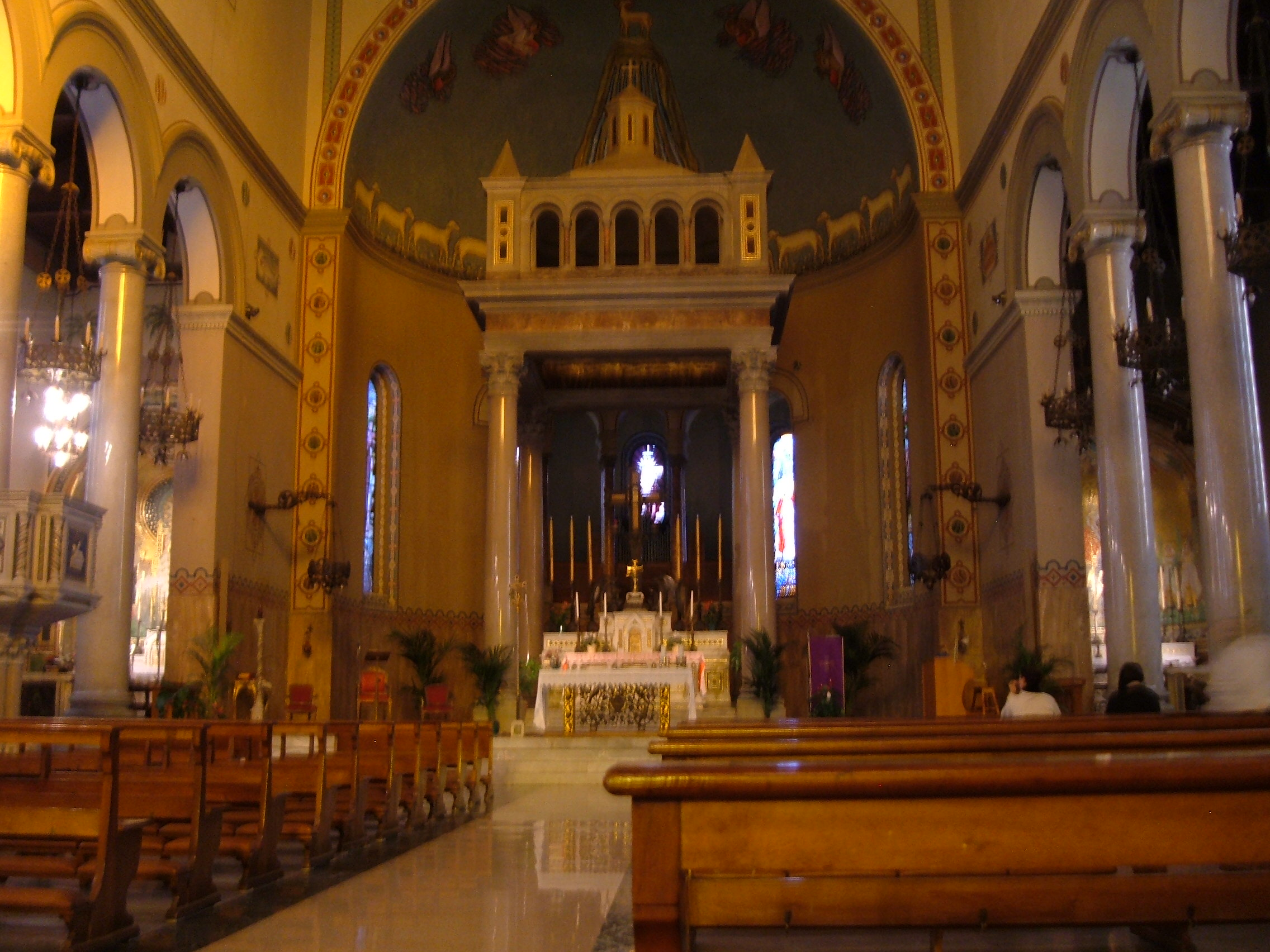
Innenraum mit Altar

## Kardinalpriester
- Josef Beran, 1965–1969
- Bolesław Kominek, 1973–1974
- William Wakefield Baum, 1976–2015
- Sérgio da Rocha, seit 2016